# Cala en Brut
Cala en Brut està situada a l'illa de Menorca i concretament a l'est del municipi de Ciutadella de Menorca.

## Descripció
Situada a 6 kilòmetres de Ciutadella, està entre Cala en Forcat i el Clot d'en Barceló, a la urbanització Els Delfins.
Hi ha poca arena, però és molt concorreguda per banyistes locals joves, perquè disposa d'uns replans de ciment artificials, des d'on es tiren a la mar.
El seu principal atractiu pels submarinistes és Pont d'en Gil i sa Cigonya, coves subaquàtiques molt apreciades i que es troben ben a prop.
S'hi pot accedir amb cotxe i l'aparcament als voltants és gratuït.